# Ximena (reina consort d'Astúries)
Ximena (segles IX-X) va ser reina consort d'Astúries (869-910) pel seu matrimoni amb Alfons III el Gran. Se'n desconeixen els seus orígens, però es creu que podria ser filla d'algun important senyor del regne de Pamplona.

## Orígens
Es desconeixen els seus orígens, segons Ruiz de la Peña, no hi ha res que es pugui afirmar amb absoluta certesa. El més probable és que fos d'ascendència navarresa, filla d'algun important senyor del regne de Pamplona, però aquest presumpte origen tampoc consta de manera fidedigna. Per la seva banda, l'historiador Claudio Sánchez-Albornoz es va decantar per considerar-la filla de Garcia Ènnec, però reconeixia que no havia estat possible determinar a quina família pertanyia. Altres autors han considerat també un origen navarrès, però vinculada a la dinastia Ximena, sent potser una germana de Garcia Ximenes i, per tant, hauria estat tieta de Sanç Garcés I.

## Matrimoni
Es va casar cap a l'any 869 amb Alfons III d'Astúries, si bé d'altres, com Manuel Carriedo, endarrereixen el matrimoni fins al 873, quan el monarca hauria tingut uns 21 anys. El matrimoni va tenir els següents fills:
- Garcia I de Lleó (ca. 871-914), rei de Lleó
- Ordoni II de Lleó (ca. 873-924), rei de Galícia i Lleó
- Fruela II d'Astúries (ca. 875-825), rei d'Astúries i Lleó
- Gonçal d'Astúries (m. 920), abat a Oviedo
- Beremund d'Astúries

## Regnat
La reina consta en diversos documents amb el rei Alfons III, i també una representació ideal en el Llibre dels Testaments de la catedral d'Oviedo. Durant el llarg regnat del seu marit, ambdós consten fent donacions a monestirs i esglésies, esdevenint una de les etapes més prolífiques, tant pel que fa la construcció d'edificis com a la creació d'objectes artístics, com la Creu de Santiago (874) o la Creu de la Victòria (908), entre d'altres. Destaca l'impuls, pel prestigi dels sants Facund i Primitiu, de la restauració del monestir de Sahagún, que pel que sembla havia estat destruït pels musulmans i esdevindrà a partir d'aquest moment un dels de més relleu a nivell espiritual i cultural.
Poc més se sap de la seva vida, ni tan sols es coneix el lloc i data de mort o el lloc d'enterrament, atès que no consta que fos enterrada al costat del seu marit, al panteó reial d'Oviedo.